# Tusoteuthis
Tusoteuthis longa
Genre
Espèce
Tusoteuthis est un genre éteint de mollusques céphalopodes de grande taille ayant vécu au cours du Crétacé supérieur.
Il ne compte qu’une espèce : Tusoteuthis longa, découverte dans la formation géologique des schistes de Pierre, dans le Manitoba, au Canada. Les schistes de Pierre de la vallée de Pembine dans laquelle a été découvert Tusoteuthis sont datés du Campanien inférieur (Crétacé supérieur), soit un âge d'environ 80 Ma (millions d'années). Tusoteuthis longa a aussi été décrit dans le Coniacien-Campanien inférieur du Kansas (États-Unis).

## Systématique
Le genre Tusoteuthis et l'espèce Tusoteuthis longa ont été dénommés en 1898 par le paléontologue américain William N. Logan (d).

## Description

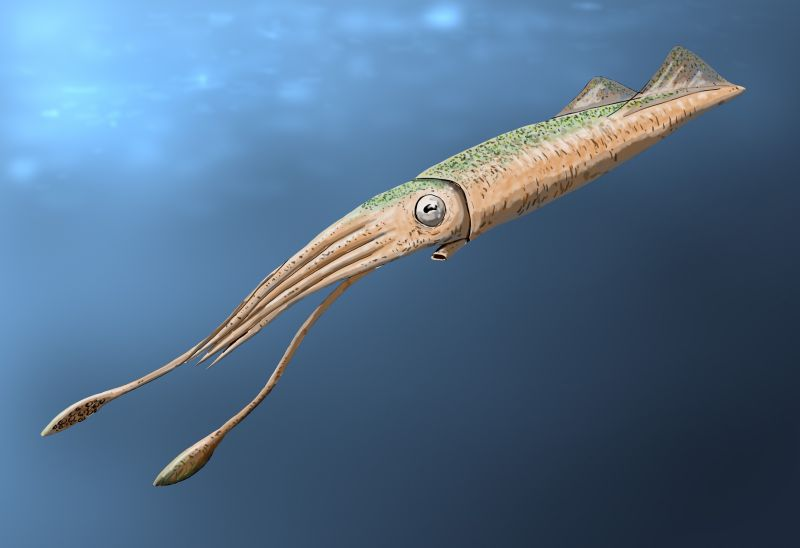
Restitution paléoartistique de Tusoteuthis longa avec ses huit bras et deux tentacules préhensiles.

Comme c'est souvent le cas des reconstitutions paléontologiques, la taille de ce céphalopode connu par son gladius (ou plume), organe corné à l'intérieur du manteau, a été souvent surestimée. Le gladius peut atteindre 1,8 mètre, moins que chez l'actuel Architeuthis dont le gladius peut atteindre 2,15 mètres.
Comme les calmars, Tusoteuthis avait probablement huit bras mais on ignore s'il disposait aussi des deux longs tentacules préhensiles typiques des vampyromorphides. Sans ces derniers, sa longueur totale est estimée entre 6 et 11 mètres. Malgré cette grande taille, il n'est pas apparenté au calmar géant actuel, mais est plus proche des vampyromorphides, dont le vampire des abysses est l'unique représentant connu encore vivant.

## Paléoécologie
Tusoteuthis se nourrissait de plus petits céphalopodes, de poissons et de crustacés.
Il était à son tour la proie de divers archosaures marins de la voie maritime intérieure de l'Ouest : Mosasaurus, Elasmosaurus ou Tylosaurus.
Sur un fossile exposé au musée d'histoire naturelle de l'Université du Colorado, le gladius d'un jeune T. longa, long de 66 centimètres, a été trouvé à l'intérieur du squelette d'un grand poisson carnivore, Cimolichthys nepaholica. La partie arrière de ce gladius se trouvait dans la région de l'estomac. Le poisson étant mort bouche ouverte, on a supposé qu'il a manqué d'oxygène peu avant sa fossilisation mais aussi, de manière plus sensationnelle, qu'il a pu mourir étouffé en avalant le céphalopode par l’arrière